# Elizabeth Drax
Lady Elizabeth Drax, contessa Berkeley (Dorset, 1720 – 29 giugno 1792), è stata una nobildonna inglese.

## Biografia
Lady Elizabeth Drax era la figlia di Henry Drax e di sua moglie Elizabeth Ernle.

### Matrimoni
Il 7 maggio 1744 sposò il tenente colonnello Augustus Berkeley, IV conte di Berkeley, figlio del vice-ammiraglio James Berkeley, III conte di Berkeley, e di sua moglie, Lady Louisa Lennox. Ebbero quattro figli:
- Frederick Berkeley, V conte di Berkeley (24 maggio 1745-8 agosto 1810);
- Lady Georgiana Augusta Berkeley (18 settembre 1749-24 gennaio 1820), sposò George Forbes, V conte di Granard, ebbero cinque figli;
- Lady Elizabeth Berkeley (17 dicembre 1750-13 gennaio 1828), sposò in prime nozze William Craven, VI barone di Craven, ebbero sette figli, sposò in seconde nozze Carlo Alessandro di Brandeburgo-Ansbach, non ebbero figli;
- George Cranfield Berkeley (1754-25 febbraio 1818), sposò Lady Emily Charlotte Lennox, ebbero cinque figli.

Il 2 gennaio 1757 sposò in seconde nozze Robert Nugent, I conte di Nugent, figlio di Michael Nugent e di Mary Barnewall. La coppia ebbe due figlie:
- Lady Mary Elizabeth Nugent, baronessa di Nugent (1758-16 marzo 1812), sposò George Nugent-Temple-Grenville, I marchese di Buckingham, ebbero tre figli;
- Lady Louisa Nugent (1758-1830), sposò Sir Eliab Harvey, ebbero nove figli.

Ha ricoperto la carica di Lady of the Bedchamber della principessa del Galles Augusta.

### Morte
Morì il 29 giugno 1792. È stata sepolta a Berkeley.
| Controllo di autorità | VIAF (EN) 296873530 · CERL cnp01940491 · GND (DE) 103216526X · BNE (ES) XX5444500 (data) |